# Alburnus belvica
Alburnus belvica là một loài cá vây tia thuộc họ Cyprinidae.
Loài này có ở Albania, Hy Lạp, và Cộng hòa Macedonia (ở đó nó is được gọi là нивичка).
Môi trường sống tự nhiên của chúng là sông ngòi và hồ nước ngọt.
Chúng hiện đang bị đe dọa vì mất nơi sống.